# Boundji flygplats
Boundji flygplats är en flygplats vid orten Boundji i Kongo-Brazzaville. Den ligger i departementet Cuvette, i den centrala delen av landet, 400 km norr om huvudstaden Brazzaville. Boundji flygplats ligger 380 meter över havet. IATA-koden är BOE och ICAO-koden FCOB.